# Terenzio Mamiani della Rovere
Terenzio Mamiani della Rovere, född 19 september 1799 i Pesaro, död 21 maj 1885 i Rom, var en italiensk greve, filosof, politiker och skald.

Mamiani deltog som en av de främsta i 1831 års revolutionära rörelser, efter vilkas kuvande han hölls tre månader i fängelse och förvisades från Kyrkostaten. Han bosatte sig då i Paris, där han skrev filosofiska arbeten och dikter samt verkade för sitt folks nationella väckelse. Återkommen på grund av Pius IX:s amnestiförklaring av 1846, var han under den händelserika våren 1848 i Rom en av folkpartiets mest framskjutna män. Han kallades 4 maj samma år till inrikesminister och konseljpresident, men avgick redan i slutet av juli. Han begav sig då till Turin och stiftade med Vincenzo Gioberti samfundet för Italiens enhet.
Sedan Pellegrino Rossi mördats den 15 november samma år, kallades Mamiani till utrikesminister i Rom, men drog sig tillbaka vid proklamerandet av republiken och flyttade efter reaktionens seger till Genua, där han stiftade en filosofisk akademi. Han valdes till sardinsk deputerad 1856, understödde Camillo di Cavours politik och var 1860–61 sardinsk undervisningsminister samt 1865–67 sändebud i Bern. Sedermera blev han italiensk senator och vice president i högsta undervisningsrådet.
I sin filosofiska spekulation utgick Mamiani från Gioberti och närmade sig i kunskapsläran Antonio Rosmini, men försökte komma ifrån bådas halft skolastiska ståndpunkt genom att ansluta sig till René Descartes. Den inhemskt italienska filosofi, som Mamiani i likhet med de två förstnämnde sökte skapa, utgör emellertid en föga självständig blandning av kriticism, uppenbarelsetro och poetiska element. I alla händelser stod han främst bland samtida italienska tänkare, särskilt vad gäller hans statsrättsliga skrifter.
Mamiani var även verksam som skönlitterär författare. Av hans dikter utmärker sig i synnerhet de idylliska. Han uppsatte 1870 och redigerade till sin död tidskriften "Filosofia delle scuole italiane" (sedermera fortsatt under titeln "Rivista italiana di filosofia"), där hans lärjunge Luigi Ferri skrev en monografi över honom (1886).